# Analog Devices
Analog Devices är ett amerikanskt företag grundat av Ray Stata och Matthew Lorber år 1965. Företaget tillverkar halvledarkretsar med inriktning mot förstärkare, sensorer, digital signalbehandling och AD/DA-omvandlare. Företaget förser bl.a. Nintendo med rörelsesensorer som används i handkontrollen avsedd för användning tillsammans med deras senaste konsol kallad Wii.